# Платинатетрартуть
Платинатетрартуть — бинарное неорганическое соединение
платины и ртути
с формулой Hg4Pt,
кристаллы.

## Получение
- Реакция паров ртути с металлической платиной:

{\displaystyle {\mathsf {Pt+4Hg\ {\xrightarrow {424^{o}C}}\ Hg_{4}Pt}}}

## Физические свойства
Платинатетрартуть образует кристаллы
кубической сингонии,
пространственная группа I 432,
параметры ячейки a = 0,6186 нм, Z = 2
.
Соединение образуется по перитектической реакции при температуре 424°С.